# Río Shaksgam
El río Shaksgam (en chino, 沙克斯干河; pinyin, Shakesigan He), también conocido como río  Kelechin o Muztagh,  es un río asiático, un afluente por la izquierda del río Yarkand que se encuentra en el valle Shaksgam, en el Baltistan, una parte del territorio en disputa de Cachemira reivindicado por la China. El río discurre siempre por China aunque durante un tramo forma parte de la frontera con Pakistán.

## Geografía
El río Shaksgam nace en el Karakorum en los glaciares Gasherbrum, Urdok, Staghar, Singhi y Kyagar. A continuación, fluye en una dirección noroeste en general paralela a la línea de cresta del Karakorum en el valle Shaksgam. El valle del río fue explorado en 1889 por Francis Younghusband (que recogió el Shaksgam como Oprang), y nuevamente en 1926 por Kenneth Mason, que confirmó las fuentes del río.
La parte superior del valle del río es utilizada por los escaladores para acercarse a la cara norte del K2. La aproximación requiere cruzar una vez el río, un cruce que es peligroso. Entre su confluencia con el río Shimshal Braldu y su confluencia con el río Oprang el río forma la frontera entre China y Pakistán. El área es usada por los pastores de yaks de la aldea de  Shimshal, y es la única parte de Pakistán en la cuenca del Tarim.
Administrativamente, el valle (la fuente) está en el extremo sur del condado de Yarkand y el condado Autónomo Tayi Tashkurgan  (el curso inferior) en la prefectura de Kashgar de la Región Autónoma Uigur de Sinkiang].
La temperatura media anual en la región puede caer por debajo de cero. El río Shaksgam es el río más largo del mundo que discurre a más de 3.000 metros  sobre el nivel del mar.